# Zehlendorf (tidigare stadsdelsområde)

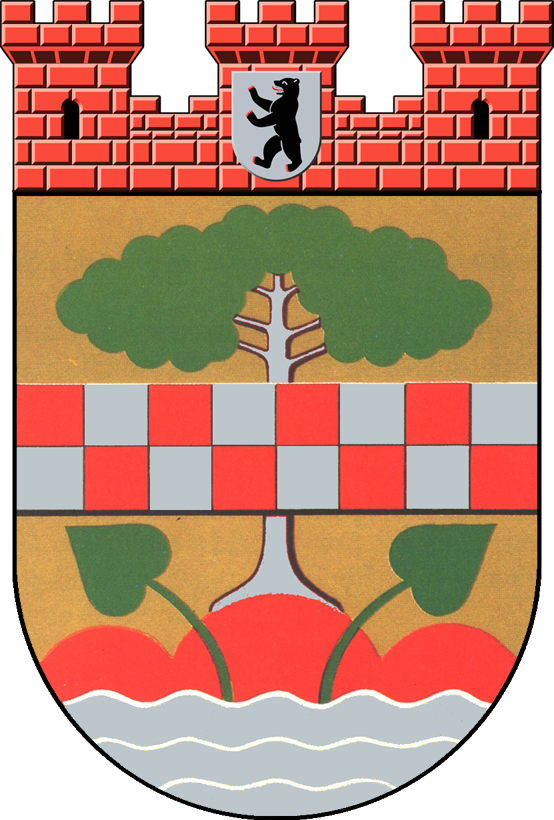
Zehlendorfs vapen.

Zehlendorf är ett före detta stadsdelsområde i Berlin som numera ingår som del av stadsdelsområdet Steglitz-Zehlendorf sedan 2001.
Zehlendorf ligger i sydvästra Berlin och är en naturnära del av Berlin som skiljer sig från det intensiva centrum. Här finns bl.a. Onkel Toms Hütte. Kända delar av Zehlendorf är Dahlem, Nikolassee, Wannsee och Zehlendorf.

## Sevärdheter
- Onkel Toms Hütte
- Siedlung am Fischtalgrund